# Françoise Dolto
Françoise Dolto (n. 6 noiembrie 1908, Paris, Franța – d. 25 august 1988, Paris, Franța) a fost o medic pediatru și psihanalistă franceză.
S-a remarcat prin contribuțiile sale în domeniul psihanalizei copilului și prin activitatea de popularizare a cunoștințelor despre educația acestuia. A publicat numeroase lucrări și a participat la emisiuni radiofonice, devenind astfel cunoscută publicului larg.

## Biografie

### Familia
Françoise Marguerite Marette provenea dintr-o familie de ingineri cu convingeri catolice, maurassiene și monarhiste.
Tatăl său, Henri Marette, născut în 1874 la Asnières-sur-Seine și decedat în 1947 la Paris, era fiul unui arhitect. A fost admis la École polytechnique în 1895 și și-a început cariera ca industriaș în cadrul Societății Metalurgice din Montbard. În anul 1901 s-a căsătorit cu Suzanne Demmler, fiica directorului Societății Metalurgice din Dives (la rândul său inginer), născută în 1879 la Vincennes și decedată în 1962 la Paris. Suzanne era sora mai mare a lui Pierre Demmler, care avea să ocupe un loc important în viața nepoatei sale. Născut în 1886, mobilizat în timpul Primului Război Mondial în cadrul celui de-al 62-lea batalion de vânători alpini, acesta a murit din cauza rănilor la Fraize (Vosgi), în 1916, când Françoise avea opt ani.
Françoise Marette a fost al patrulea copil dintr-o familie cu șapte frați. Printre frații săi se numără Jacqueline (1902–1920), Philippe (1913–1993), psihanalist, și Jacques Marette (1922–1984), om politic al celei de-a Cincea Republici, ministru francez al Poștei și Telecomunicațiilor între 1962 și 1967,.
După naștere, a fost încredințată unei doici irlandeze, care a legat o relație strânsă cu ea, până într-acolo încât părinții erau nevoiți să îi vorbească în engleză pentru a-i smulge un zâmbet. Părinții au concediat brusc doica din cauza unei abateri profesionale - era toxicomană, întrucât opiul era la modă în Parisul acelei epoci, și își finanța dependența prostituându-se într-un local în fața căruia își lăsa copilul în landou. La vârsta de opt luni, Françoise a contractat o dublă bronhopneumonie, din care a scăpat după ce mama sa a ținut-o strâns la piept o noapte întreagă, în timpul crizei maxime a bolii.

### Copilărie
Françoise a fost crescută într-un mod foarte tradițional. Potrivit lui Élisabeth Roudinesco, „a avut o copilărie catolică, de extremă dreapta”, fiind educată în spiritul valorilor caracteristice unei familii maurassiene. A beneficiat de o guvernantă particulară, instruită în metoda pedagogică elaborată de Friedrich Fröbel.
La vârsta de opt ani, își pierde unchiul și nașul de botez (Pierre Demmler), acesta căzând pe front. Fiind un copil, Françoise îi atribuise acestuia un rol simbolic de soț imaginar, așa cum procedează uneori copiii de vârsta sa, numindu-l „logodnicul ei” și trăind doliul ca o adevărată văduvă de război,.
La doisprezece ani, a fost profund marcată de decesul surorii sale mai mari, Jacqueline, în vârstă de optsprezece ani, fiica preferată a mamei lor. Moartea acesteia a provocat o depresie severă mamei, care a acuzat-o pe Françoise că nu s-a rugat suficient de intens pentru vindecarea surorii. Cu o zi înainte de prima împărtășanie a fetei, mama îi spusese că rugăciunile unui copil foarte pur ar putea salva viața lui Jacqueline:
„Am văzut-o pe mama suferind atât de mult, încât nu suporta să vadă un copil cu handicap pe stradă. Eu mergeam alături de ea, așa, strânsă în mine de suferință, și pentru mama, și pentru copilul asupra căruia striga (alături de mama acelui copil care împingea căruciorul): «Nu e păcat să vezi așa ceva trăind, iar copii frumoși mor, ce rușine!» [...] Am simțit, astfel, lucruri atât de dureroase, cu o compasiune atât de profundă pentru cei care sufereau, pentru că nu puteam face altfel”. „J'ai vu ma mère souffrir au point qu'elle ne pouvait pas tolérer de voir un enfant handicapé dans la rue, j'étais à côté d'elle, comme ça, rétrécie de souffrance pour elle et pour l'enfant qu'elle injuriait (avec la mère de cet enfant qui poussait la voiture) “si c'est pas malheureux de voir ça vivre et des beaux enfants qui meurent, quelle honte ! […] J'ai éprouvé comme ça des choses tellement douloureuses, avec une telle compassion pour les gens qui souffraient parce que je ne pouvais pas faire autrement.”

### Tinerețe și formare
Pentru mama sa, destinul unei fete nu putea fi altul decât căsătoria, motiv pentru care îi interzice lui Françoise să își continue studiile. La șaisprezece ani, tânăra trebuie să înfrunte opoziția mamei, care nu vrea să o lase să susțină examenul de bacalaureat, considerând că nu ar mai fi demnă de măritat. Cu toate acestea, Françoise urmează clasa terminală, secția de filozofie, la liceul Molière din Paris, între 1924 și 1925, și reușește să obțină diploma de bacalaureat. În anul 1930, obține diploma de infirmieră, iar un an mai târziu începe studiile de medicină împreună cu fratele său, Philippe, „susținându-și singură cheltuielile cu banii câștigați din muncă.
În 1932, la recomandarea lui Marc Schlumberger, îl întâlnește pe psihanalistul René Laforgue, care îl tratase anterior și pe fratele său, Philippe. Începe o psihanaliză cu acesta, între 17 februarie 1934 și 12 martie 1937, o etapă de trei ani care va juca un rol esențial în eliberarea sa de nevroză, de influențele educației familiale și de figura maternă depresivă. Inițial, Dolto respinge sugestia lui Laforgue de a deveni psihanalistă, dorindu-și să se dedice medicinei. Totuși, această experiență lasă un impact semnificativ asupra ei.
Pe parcursul formării medicale, în timpul unui stagiu la serviciul doctorului Georges Heuyer, o cunoaște pe Sophie Morgenstern, una dintre primele persoane care practicaseră psihanaliza copiilor în Franța. Morgenstern o inițiază în ascultarea activă a copiilor, fără intervenție, încredințându-i această sarcină terapeutică. Dolto va lucra în special cu copii și pacienți psihotici, elaborând, chiar înainte de izbucnirea celui de-Al Doilea Război Mondial, bazele unei metode de terapie psihanalitică a copilului, centrată pe ascultarea inconștientului și eliberată de perspectiva psihiatrică.
În anul 1938, îl întâlnește pe medicul Édouard Pichon la spitalul Bretonneau, iar în anul următor își susține teza de doctorat, intitulată Psychanalyse et pédiatrie. Aceasta conține principiile fundamentale ale metodei sale de psihanaliză aplicată copiilor, printre care se numără ideea de a le vorbi direct copiilor despre realitatea trăită, folosind un limbaj accesibil acestora.
Tot în 1938, îl întâlnește pe Jacques Lacan, ale cărui cursuri de la Spitalul Sainte-Anne le va urma, iar relația profesională cu acesta va dura până la sfârșitul vieții. Potrivit Élisabeth Roudinesco, cei doi formau „un cuplu parental simbolic pentru generații de psihanalisti francezi„. Astrid Quemener relatează că Dolto și Lacan erau prieteni apropiați și se respectau reciproc. Chiar dacă Dolto mărturisea că „nu înțelege ce scrie„, Lacan îi răspundea că „nu e nevoie să înțeleagă, pentru că aplică deja corect în practică.”
În 1939, la sugestia lui Laforgue și după ce trece prin supervizarea lui Sacha Nacht și Daniel Lagache, devine membră aderentă a Societății Psihanalitice din Paris. În timpul ocupației naziste, lucrează pentru o perioadă la Centre de la mère et de l’enfant, o instituție creată de Alexis Carrel și finanțată de regimul de la Vichy.

### Viața privată și profesională
Françoise Dolto lucrează cu adulții în cabinetul său privat, iar cu copiii în instituții: la policlinica Ney, la solicitarea lui Jenny Aubry, la spitalul Trousseau (unde oferă consultații gratuite între 1940 și 1978), la Centrul medico-psiho-pedagogic Claude-Bernard, din 1947, și apoi la centrul Étienne-Marcel, din 1964 până în 1981.
În decembrie 1942, activează în echipa de psihobiologie și igienă mentală a Centrului mamei și copilului, instituție subordonată Fundației franceze pentru studiul problemelor umane, fondată de Alexis Carrel și finanțată de regimul de la Vichy. Nu este clar cât timp a lucrat acolo și dacă și-a continuat activitatea după plecarea unor cercetători, în noiembrie 1943, în semn de protest față de deriva ideologică a instituției. În scrierile sale autobiografice, Dolto nu evocă această perioadă, preferând să păstreze tăcerea. Se pare că, în cadrul acelei instituții, coexistau atât colaboratori ai regimului, cât și rezistenți sau troțkiști.
În februarie 1942, se căsătorește cu Boris Dolto, fondatorul unei noi metode de kinetoterapie în Franța și al unei școli de podologie. Cei doi împărtășeau interesul pentru relația dintre corp și psihic, iar dialogurile lor pe acest subiect au fost deosebit de fecunde. Au avut împreună trei copii: Yvan-Chrysostome Dolto, cunoscut ca artistul Carlos (1943–2008), Grégoire Dolto (n. 1944), inginer, și Catherine Dolto (n. 1946), pediatră și haptonomistă.

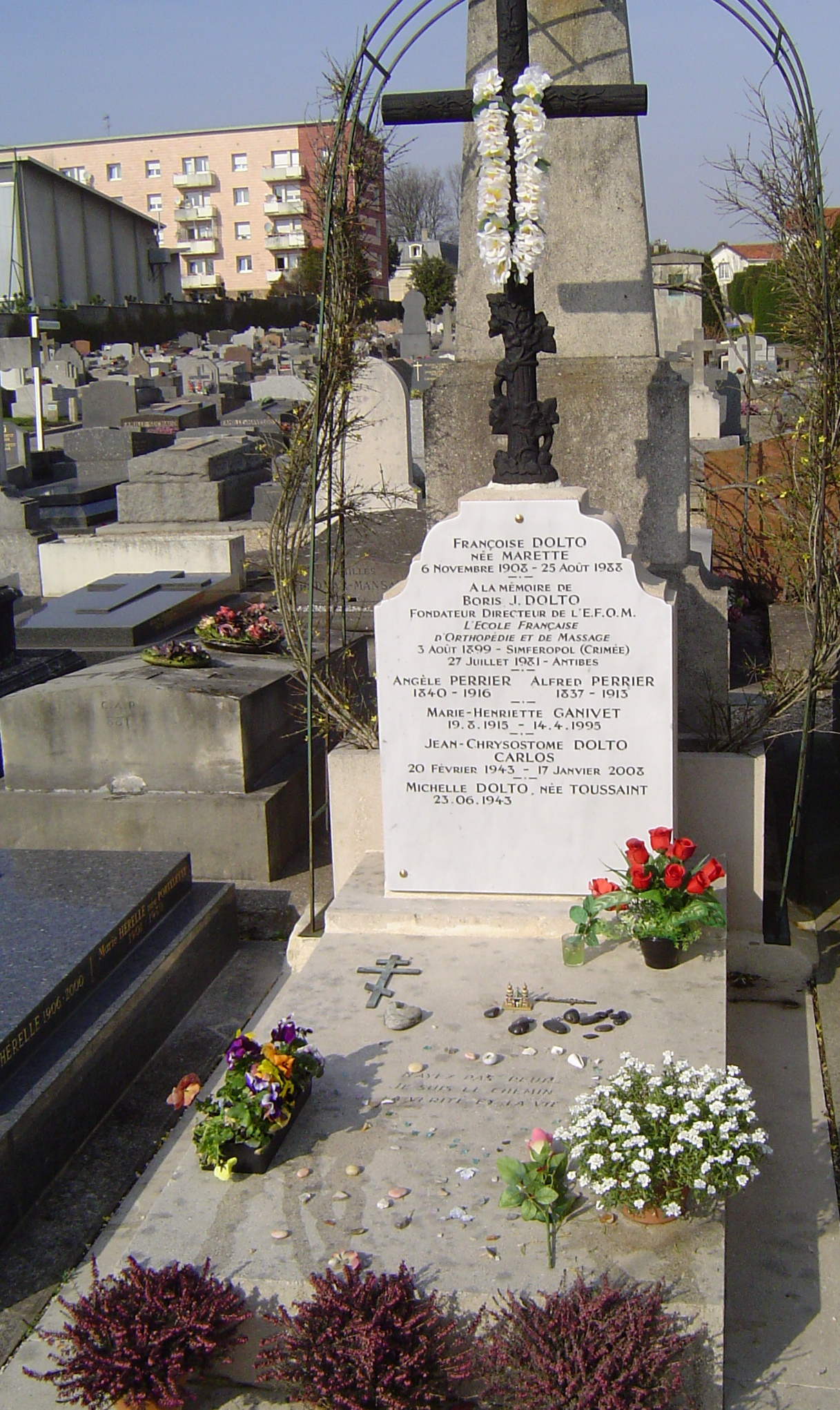
Mormântul familiei Dolto din Bourg-la-Reine.

A început să publice texte importante în années 1956 , a expus în 1960, la conferința internațională de la Amsterdam, raportul comandat de Lacan despre sexualitatea feminină și a devenit în această perioadă o „ figură importantă a mișcării psihanalitice.”
Dolto publică lucrări importante începând cu anii 1956–1957. În 1960, la colocviul internațional de la Amsterdam, prezintă un raport despre sexualitatea feminină, redactat la solicitarea lui Lacan, devenind în acea perioadă o figură centrală a mișcării psihanalitice franceze. În decembrie 1962, participă activ la crearea Secretariatului Moșului din cadrul Poștei Franceze, inițiativă condusă de fratele ei, Jacques Marette, ministru al Poștelor la acea vreme.
În anul 1964, în urma celei de-a doua scindări a mișcării psihanalitice franceze, participă, alături de Jacques Lacan, la fondarea Școlii Freudiene din Paris. În cadrul acestei instituții, își dezvoltă în anii următori activitatea didactică, susținând în special un seminar consacrat psihanalizei copilului.
În 1971 apar două lucrări esențiale din bibliografia sa: Le Cas Dominique și o ediție a tezei Psychanalyse et pédiatrie, ambele având succes editorial și fiind reeditate până în prezent.
Între anii 1976 și 1978, ideile sale capătă o vizibilitate sporită printr-o serie de emisiuni radiofonice. Tot în 1978, își încheie activitatea clinică la spitalul Trousseau, unde oferise consultații încă din anul 1940. În anul următor, renunță și la consultațiile private, continuând însă să colaboreze cu serviciile de asistență socială pentru copii la leagănul din Antony. În 1979, inaugurează prima Maison verte, un spațiu destinat întâlnirii și sprijinirii copiilor mici și a părinților acestora.
În anul 1980, Școala freudiană este dizolvată de către Lacan, care se stinge din viață în 1981, același an în care moare și soțul său, Boris Dolto. În ciuda acestor pierderi, Françoise Dolto continuă să publice lucrări semnificative precum Au jeu du désir, L'Image inconsciente du corps și La Cause des enfants. Afectată de fibroză pulmonară din anul 1984, încetează din viață la 25 august 1988.
Este înmormântată într-un cavou familial în cimitirul din Bourg-la-Reine (Arondismentul 16 din Paris), alături de soțul său Boris și de fiul lor, cântărețul Carlos, decedat în 2008. Conform dorinței sale, pe piatra funerară au fost înscrise cuvintele: „Nu vă fie frică!” ,îndemnul papei Ioan Paul al II-lea, urmat de versetul biblic: „Eu sunt Calea, Adevărul și Viața.” (Ioan 14,6).

## Lucrări și contribuții

### Idei majore
Françoise Dolto a fost o susținătoare ferventă a cauzei copiilor, consacrându-se în special înțelegerii suferinței copilului și a relației acestuia cu mama, tematici care au constituit centrul activității sale teoretice și clinice.
Câteva idei majore se desprind din lucrările sale :
- Copilul este o persoană: idee fundamentală pentru Dolto, care susținea că încă de la naștere copilul trebuie tratat cu respectul și considerația acordate unei ființe umane depline;
- Totul este limbaj: gesturile, privirile, atitudinile, toate sunt forme prin care copilul comunică, înainte chiar de achiziția limbajului verbal;
- „A spune adevărul” (parler vrai): pentru Dolto, a minți un copil este inutil, deoarece „nu poți minți inconștientului, care cunoaște întotdeauna adevărul”. Ea considera că „un copil are întotdeauna intuiția propriei povești; iar dacă i se spune adevărul, acel adevăr îl construiește[41][necesită citare deplină].”
- Imaginea inconștientă a corpului[42]: un concept central în teoria sa, conform căruia desenele copiilor exprimă reprezentarea inconștientă pe care aceștia o au despre propriul corp; conștientizarea acestuia este o etapă esențială în structurarea subiectului și în procesul de individualizare;
- „Complexul homarului”: o metaforă creată de Dolto pentru a descrie criza adolescenței: asemenea unui homar care își părăsește carapacea devenită prea strâmtă înainte de a-și forma una nouă, adolescentul traversează o perioadă de vulnerabilitate, de agresivitate sau de retragere. Însă „ceea ce va ieși la iveală este rezultatul a ceea ce s-a semănat în copil”[43].

### Copilul ca subiect de sine stătător
Expresia „bebelușul este o persoană”, adesea atribuită lui Françoise Dolto, nu îi aparține de fapt; aceasta este titlul unei serii de emisiuni difuzate în 1984, dedicate copiilor mici, realizate de psihiatrul Tony Lainé și jurnalistul Daniel Karlin. Cu toate că Dolto nu atribuia nou-născutului conștiința de sine asociată noțiunii de persoană, ea a susținut constant, de-a lungul carierei sale, ideea că individul este un subiect cu drepturi depline încă din cele mai fragede etape ale vieții.
În acest fel, ea subliniază importanța cuvintelor pe care un adult le poate adresa unui copil despre ceea ce îl preocupă, cuvinte care îl pot ajuta să-și construiască gândurile.
Pentru Dolto, copilul poate fi psihanalizat foarte devreme, ca individ. Prin urmare, copilăria joacă un rol crucial în dezvoltarea individului .
Psihanalista Claude Halmos afirmă, în documentarul Françoise Dolto, că „aportul esențial al lui Françoise Dolto constă în faptul că a afirmat că un copil este egal, ca ființă, cu un adult, și că, prin urmare, este un analizant cu drepturi depline.”
Dolto considera că, înainte chiar de apariția limbajului articulat, ființa umană, fiind în mod natural comunicativă, exprimă dorințe și trăiri prin intermediul corpului. Astfel, pentru ea, acțiuni precum mersul de-a bușilea sau în picioare reprezintă deja începutul unei voințe de desprindere față de părinți, o manifestare a dorinței de independență. În cadrul analizei sale asupra relațiilor copil-părinte, Dolto acorda un loc central complexului lui Oedip și evidenția importanța prezenței tatălui încă din primele zile de viață ale copilului. Prin intermediul figurii paterne, copilul conștientizează că nu este totul pentru mama sa, ceea ce generează o primă frustrare esențială pentru procesul de individualizare.
În lucrarea La Difficulté de vivre, Françoise Dolto analizează modul în care un adult ar trebui să răspundă unui copil care formulează întrebări despre propria naștere. În întreaga sa operă, Dolto a subliniat importanța cuvântului în procesul de construcție a identității și subiectivității indivizilor.
Potrivit lui Gérard Guilleraut, Françoise Dolto a fost una dintre personalitățile care au făcut posibilă recunoașterea copilului ca subiect de psihoterapie, contribuind esențial la extinderea practicii psihanalitice în acest domeniu, chiar dacă mulți terapeuți contemporani nu recunosc în mod deschis influența ei.

### Teza sa
Françoise Dolto s-a concentrat în special asupra psihanalizei copilului și și-a susținut teza de doctorat intitulată Psychanalyse et pédiatrie („Psihanaliză și pediatrie”) în anul 1939. În această lucrare, ea dezvoltă ideea potrivit căreia afectivitatea reprezintă un suport esențial al inteligenței și vehiculul principal al exprimării tulburărilor psihice. Ea descrie procesul de dezvoltare psihică a copilului în funcție de succesiunea așa-numitelor „castrări simboligene”, pierderi simbolice ale unor stadii infantile, compensate de maturizare. De exemplu, schimbul verbal sau preverbal poate compensa renunțarea la supt.
În concepția ei, separările constituie acte simboligene: ele favorizează transformarea zonelor erogene în surse ale dorinței și ale plăcerii. Astfel, înțărcarea este privită ca o primă castrare orală, modificând valoarea simbolică a obiectului-mamă, fără însă a-l anula, cu condiția ca mama să introducă copilul în universul social prin intermediul limbajului și să devină, astfel, mama pe care copilul o poate regăsi din punct de vedere simbolic.
Dolto subliniază, în aceeași lucrare, că înțelegerea acestui parcurs de maturizare psihică este indispensabilă în practica pediatrică. Teza sa a generat reacții puternice și contrastante: a fost ori vehement criticată, ori profund admirată. Printre cei care i-au acordat sprijin se numără biologul și eseistul Jean Rostand, care, impresionat de lectură, a dorit să o întâlnească, declarând că nu mai citise nimic la fel de captivant din vremea lui Freud. Prin intermediul acestuia, Françoise Dolto îl va cunoaște pe viitorul ei soț.

### „Complexul homarului”
Françoise Dolto este autoarea expresiei „complexul de homar”, o formulă menită să descrie criza adolescentină. Potrivit acesteia, „copilul se leapădă de carapacea sa, devenită brusc prea strâmtă, pentru a dobândi una nouă. Între cele două, el rămâne vulnerabil, agresiv sau retras în sine.” Dolto avertizează totodată că „ceea ce urmează să apară este rezultatul a ceea ce a fost sădit în copil”. Este, prin urmare, o etapă de tranziție de la adolescență la maturitate.
Ea consideră că părinții ar trebui să perceapă crizele violente ca o dovadă că și-au îndeplinit bine rolul, iar reperele educaționale au fost suficient de flexibile pentru a „sări” în momentul oportun. În schimb, rigiditatea excesivă din partea părinților riscă să împiedice desprinderea adolescentului de carapacea copilăriei, ceea ce poate conduce la o stare de depresie și neputință.

## Poziții și angajamente
Militantă pentru autonomia persoanei, Dolto a fost împotriva incriminării avortului, deși a subliniat constant efectele psihice și sentimentul de culpabilitate pe care acest act îl poate genera.
Convinsă că între psihanaliză și credință poate exista o armonie, idee pe care o dezvoltă în lucrarea La Foi au risque de la psychanalyse, Françoise Dolto a devenit prima psihanalistă care a susținut o conferință la Roma, în biserica Saint-Louis-des-Français, având ca temă: „Viața spirituală și psihanaliza”. În anul 1979, contribuie la volumul Dieu existe ? Oui, alături de Christian Chabanis.

## Societăți psihanalitice
Membră aderentă a Societății de Psihanaliză din Paris (Société psychanalytique de Paris) începând cu anul 1939, Dolto participă, în 1953, la prima sciziune a acestui for, care va duce la înființarea Societății Franceze de Psihanaliză (Société française de psychanalyse; SFP). În timp ce Daniel Lagache și Juliette Favez-Boutonier părăsesc organizația din opoziție față de orientarea medicală impusă de Sacha Nacht, Françoise Dolto contestă ideea de formare a viitorilor psihanalisti într-un cadru strict pedagogic, echivalând statutul acestora cu cel al unor elevi. Georges Juttner precizează că „în niciun caz ea nu forma elevi […] etica psihanalizei presupune ca un subiect să se dezvolte prin cuvântul propriu, ceea ce contrazice conceptul de elev.”
Noua societate este fondată în apartamentul lui Dolto, iar Jacques Lacan devine președintele ei. Această organizație este desființată în 1964 și înlocuită de două noi structuri: Asociația Franceză de Psihanaliză (Association psychanalytique de France) și Școala freudiană din Paris (École freudienne de Paris), în care Lacan va avea un rol preponderent, iar Dolto va contribui activ la fondare.

## Mediatizare
Începând cu anul 1950, Françoise Dolto realizează, alături de alți specialiști, o serie de emisiuni dedicate educației sexuale a copiilor, în cadrul programului La Tribune de Paris, difuzat de Radiodifuziunea Franceză (RTF).
Ulterior, pe parcursul anului școlar 1968–1969, la postul de radio Europe no.1, răspunde în direct întrebărilor ascultătorilor, folosind pseudonimul „Doctor X„.
Între octombrie 1976 și octombrie 1978, la postul de radio France Inter, în cadrul emisiunii Lorsque l'enfant paraît, prezentată de Jacques Pradel, răspunde înregistrat scrisorilor trimise de ascultători.
Succesul acestei ultime emisiuni contribuie semnificativ la creșterea popularității sale. Françoise Dolto publică trei volume inspirate din conținutul acestor intervenții radiofonice.

## Școala din Neuville
Fondată de Fabienne d'Ortoli, Michel Amram și Pascal Lemaître, École de la Neuville este un internat a cărui pedagogie se inspiră din mișcarea pedagogiei instituționale (Anton Makarenko, A. S. Neill, Célestin Freinet, Fernand Deligny, Fernand Oury și Aïda Vasquez). Această școală a fost înființată în anul 1973 la La Neuville-du-Bosc, în departamentul Eure din Normandia, fiind apoi mutată în 1982 la Chalmaison, în departamentul Seine-et-Marne, în castelul Tachy. Primul contact cu Françoise Dolto are loc la sfârșitul anului 1975. Până în 1979, anul în care își încheie activitatea de consultanță în regim privat, Dolto trimite către această școală copii pe care îi avea în terapie. Ulterior, ea își manifestă influența prin întâlniri regulate cu fondatorii instituției, în cadrul așa-numitelor „controale pedagogice”.

## La Maison verte
La Maison verte, denumită inițial „Petite enfance et parentalité” („Mică copilărie și parentalitate”), a fost fondată în anul 1979 la Paris, din inițiativa unei echipe alcătuite din cinci psihanaliști și educatori (Pierre Benoit, Colette Langignon, Marie-Hélène Malandrin, Marie-Noëlle Rebois și Bernard This) echipă din care făcea parte și Françoise Dolto. Aceasta reprezintă un spațiu de primire destinat copiilor cu vârsta sub patru ani, care pot fi însoțiți de părinții lor, de alte persoane care se ocupă de ei sau chiar de viitori părinți.
Françoise Dolto își dorea ca Maison verte („Casa verde”) să devină „un loc de întâlnire și de petrecere a timpului liber pentru cei foarte mici împreună cu părinții lor. Pentru o viață socială încă de la naștere, pentru părinții adesea foarte izolați în fața dificultăților cotidiene cu care se confruntă în relația cu copiii lor. Nu o creșă, nu un centru de zi, nici un centru de îngrijire, ci o casă unde mamele și tații, bunicii, bonele, însoțitorii sunt primiți… și unde cei mici își întâlnesc prieteni.”
Este vorba despre „un loc în parteneriat cu părinții, în siguranța anonimatului, ceea ce nu înseamnă un primire anonimă, ci, dimpotrivă, exprimă ideea de a nu observa, de a nu evalua copiii.”
Acest proiect, de care Françoise Dolto a rămas profund atașată până la sfârșitul vieții sale, continuă să existe și în prezent. Fiecare „Maison verte” funcționează în mod autonom, fiind organizată sub forma unei asociații reglementate de legea din 1901 privind asociațiile (asociație non-profit). De regulă, aceste centre sunt finanțate din fonduri publice, provenind de la diverse instituții precum Direcția Departamentală pentru Afaceri Sanitare și Sociale (DDASS), serviciile de protecție maternal-infantilă (PMI), casele de alocații familiale, administrațiile locale (comune, regiuni) și alte structuri publice.
Conceptul „Maison verte” cunoaște un real succes, aproape zece mii de copii și părinți trec anual printr-un astfel de centru, și se răspândește rapid în mai multe orașe din Franța, înainte de a se extinde și în afara granițelor țării. Astfel, asemenea spații de întâlnire pot fi găsite la Sankt Petersburg, Moscova, Barcelona, Bruxelles, dar și în Elveția, Argentina și Canada. Fiecare centru își alege propriul nume, adaptând conceptul la specificul local: de exemplu, la Bruxelles există „Maison ouverte”, iar la Strasbourg, „Maisonnée”.

## Critici și controverse
Potrivit psihanaliștilor Caroline Eliacheff și Catherine Mathelin-Vanier, după moartea ei în 1988, Françoise Dolto a fost transformată într-un adevărat țap ispășitor pentru toate relele societății contemporane: prăbușirea autorității parentale, declinul educației, apariția „copilului-rege”, toate acestea i-au fost reproșate, printr-o interpretare adesea distorsionată și lipsită de scrupule a convingerilor și pozițiilor ei teoretice. De altfel, aceste critici nu sunt o noutate: Dolto a fost atacată pe tot parcursul vieții sale, cu mult înainte de a deveni o figură publică.
Primele obstacole au apărut chiar din sânul propriei familii, în special din partea mamei sale, care nu i-a iertat niciodată faptul că a supraviețuit surorii mai mari, fără ca Dolto să ajungă să o urască, în ciuda acestor resentimente. Au urmat tensiunile din interiorul mișcării psihanalitice: în momentul celei de-a doua sciziuni față de Asociația Internațională de Psihanaliză (IPA), Françoise Dolto a fost percepută ca fiind în afara normelor instituționale și a fost chiar acuzată, în mod nefondat, de simpatii comuniste.
Emisiunile sale de radio au suscitat, la rândul lor, numeroase reacții negative, inclusiv din partea colegilor psihanaliști, care considerau că sfaturile ei pentru părinți sau luările de poziție în materie religioasă ar fi contraproductive – critici preluate pentru prima dată și de presa generalistă. În plus, Dolto nu era percepută ca o teoreticiană în sensul tradițional, ceea ce a alimentat și mai mult scepticismul în rândul specialiștilor.
Ulterior, criticile s-au diversificat și au provenit din toate mediile: profesioniști ai copilăriei timpurii, pedopsihiatri, pediatri, scriitori și sociologi. În același timp, a apărut și un curent de adulație: persoane care o idolatrizau și o imitau orbește, în ciuda insistențelor ei repetate că fiecare psihanalist ar trebui să-și construiască propria practică în funcție de inconștientul propriu.

### Pleux, Rillaer și colab.
Didier Pleux, doctor în psihologie a dezvoltării, psiholog clinician comportamentalist și cognitivist, autor al cărții De l'enfant roi à l'enfant tyran, susține că ar fi momentul să se încheie „paranteza” Dolto: unele dintre ideile ei, valabile în epoca respectivă, nu mai corespund realității societății contemporane. Pleux consideră că astăzi copilul nu mai este atât de expus riscului de a fi rănit de autoritarismul părinților sau al societății, cât mai degrabă este slăbit de permisivitate și de o „civilizație a plăcerii”, în care i se evită impunerea limitelor încă din primii ani.
În lucrarea sa Françoise Dolto: la déraison pure (2013), Pleux încearcă să confrunte versiunea târziu reconstruită de Dolto despre copilăria sa nefericită cu corespondența acesteia, unde descoperă o realitate cu totul diferită. El atribuie totodată analizei Dolto rolul de a menține mituri despre cauzele autismului, depresiei sau anorexiei mentale, bazate pe o viziune psihosomatică care contravine orientărilor actuale ale cercetării științifice.
De asemenea, Pleux evocă naivitatea politică a tinerei Françoise Dolto, care se simțea confortabilă în Franța anilor 1940. Cititoare a publicației L'Action française, ea pleca în vacanță cu psihanalistul său René Laforgue, care era totodată colaborator. Dolto a fost implicată și în proiectul eugenist promovat de regimul de la Vichy, care înregistra „copiii deficienți”. În ceea ce privește arestarea de la Velodromul de Iarnă, conform lui Julie Malaure în Le Point, Dolto credea la acea vreme că evreii erau adunați în lagăre de concentrare pentru a-i proteja de naziști. Opunându-se acestei interpretări, psihanalistul Jean-Pierre Winter și Claude Halmos condamnă conținutul cărții Françoise Dolto : la déraison pure, pe care îl consideră „nici analitic, nici științific, nici critic”, cu numeroase aproximări și inexactități, autorul, potrivit lui Claude Halmos, „predicând o revenire în trecut.”
De asemenea, scriitoarea și jurnalista Isabelle Lortholary consideră volumul o interpretare bazată pe citate incomplete și scoase din context, un „pamflet” cu deviații care nu favorizează un dialog constructiv.
Istoriana și psihanalista Élisabeth Roudinesco critică utilizarea surselor, pe care o consideră nedemnă de un „istoric serios.”
În Le Livre noir de la psychanalyse, Jacques Van Rillaer susține că Françoise Dolto, urmându-l pe Freud, consideră că conștiința morală, în termeni psihanalitici, suprasinele, este mai puțin dezvoltată la femei decât la bărbați. El citează afirmații precum: „Eul femeilor este, în majoritatea cazurilor, mai slab decât al bărbaților” și „suprasinele lor este rudimentar (cu excepția cazurilor de nevroză) […] Tocmai pentru că femeia nu are suprasine, sau are unul mai redus, ea apare plină de grație, adică de prezență. Observați cum și copilul care nu are suprasine este la fel plin de grație.”
În același volum, Jean Cottraux susține că Dolto a impus „lacanismul” în Franța, în special prin intermediul emisiunilor sale radiofonice.
În ceea ce o privește pe Françoise Dolto, Alain Rubens afirmă că Le Livre noir de la psychanalyse contestă și pune sub semnul întrebării tezele acesteia.

### Despre relațiile sexuale dintre adulți și minori
Françoise Dolto a semnat în 1977, alături de numeroși alți intelectuali francezi ai vremii (Jean-Paul Sartre, Michel Foucault, Roland Barthes, Simone de Beauvoir, Alain Robbe-Grillet, Jacques Derrida, Philippe Sollers etc.), o „Scrisoare deschisă către Comisia de revizuire a codului penal pentru modificarea unor texte privind relațiile dintre adulți și minori”, în care susține că „consimțământul minorilor” este suficient. Participarea la această petiție i-a adus, atât ei, cât și celorlalți semnatari, în anii 2020, acuzații de susținere a unei poziții favorabile pedofiliei.
Cercetătoarele Dorothy Bishop (profesor de neuropsihologie a dezvoltării la Universitatea Oxford) și Joel Swendsen (profesor de psihologie clinică la CNRS) subliniază poziția pe care o consideră pro-pedofilie a lui Françoise Dolto, afirmând că aceasta a susținut, în diverse rânduri, că un copil ar căuta relații sexuale cu adulți. Conform lui Bishop și Swendsen, „[...] dacă cineva ar fi înclinat spre pedofilie, atunci versiunea psihoanalitică a lui Dolto i s-ar părea foarte atrăgătoare, deoarece promovează ideea că relațiile sexuale dintre adulți și copii, deși interzise de societate, sunt un aspect natural și deci neimputabil în condiția umană.” Ei susțin că mobilizarea acestei teorii a putut servi, în Franța, la justificarea și nepedepsirea unor agresiuni sexuale asupra copiilor, inclusiv asupra unor copii cu tulburări din spectrul autist, în legătură cu viziunea psihoanalitică asupra TSA.
În Manifestul lor împotriva pedocriminalității, Karl Zéro, Homayra Sellier și Serge Garde, comentând declarațiile lui Dolto din 1979, subliniază că teoria complexului Oedip, pe care ea a apărat-o, asimilează sistematic copilul cu vinovatul, considerându-l responsabil de provocarea părinților incestuoși și având dorințe inconștiente de a fi victimă, și concluzionează că „această școală de gândire îi face pe copii responsabili pentru nenorocirile lor.”
Pentru Manon Pignot, pentru istoricul psihologiei și psihanalizei Annick Ohayon sau chiar pentru Didier Pleux, Françoise Dolto nu a apărat niciodată pedofilia.
Conform istoricului contemporan Jean Bérard, Dolto contestă pozițiile pro-pedofilie și are un scop distinct. Dacă dorește să revizuiască legea vremii, aceasta se datorează opoziției sale față de familia definită ca tradițională și față de exercițiul autorității în cadrul acesteia, chiar dacă revizuirea ar presupune admiterea incestuului pedocriminal prin dizolvarea unor opresiuni legale considerate ipocrite. Pentru Dolto, inițierea sexuală „a adolescenților și copiilor de către un adult (deci de un băiat sau o fată de 16 ani deja), chiar dacă partenerul nu este incestuos, mai ales dacă adultul este matur ca vârstă și prestanță, este întotdeauna un traumă psihologic profundă”. Ea propune „să se decreateze, copiii fiind instruiți, vârsta responsabilității sexuale la doi ani după pubertate pentru fiecare cetățean adolescent (menstruație, spermatogeneză).” De asemenea, Dolto așteaptă ca legea să sancționeze nerespectarea consimțământului și să considere violul ca o crimă, indiferent de victime, fie ele heterosexuale sau homosexuale. Poziția sa indică, conform lui Jean Bérard și altora, că opoziția față de pedofilie nu exclude o reflecție asupra caracterului arbitrar al majoratului sexual, reflecție desfășurată în cadrul cauzei copiilor.

### Despre incest și femei și copii abuzați
Criticile la adresa lui Françoise Dolto au reapărut la începutul lunii ianuarie 2020, cu ocazia afacerii Matzneff, și vizează relațiile incestuoase și/sau pedofile. Le Canard enchaîné a relatat astfel afirmațiile dintr-un interviu apărut în noiembrie 1979 în revista Choisir la cause des femmes, condusă de Gisèle Halimi, în care, întrebată despre cazuri de viol incestuos, Dolto răspunde: „În incestul tată-fiică, fiica își adoră tatăl și este foarte fericită că o poate sfida pe mama!” apoi minimalizează responsabilitatea tatălui afirmând: „Nu e deloc un viol, ele sunt consimțitoare.” Ulterior, întrebată ce i-ar spune unei femei care fusese, în copilărie, victimă a unui incest, Dolto afirmă că i-ar spune: „Ea nu a resimțit asta ca pe un viol. Pur și simplu a înțeles că tatăl ei o iubea și că își găsea alinarea cu ea, pentru că soția lui nu mai voia să facă dragoste cu el.” Ea adaugă că acest lucru provoacă un traumatism care: „provine din faptul că sexualitatea sa nu se poate dezvolta normal, întrucât sexualitatea se dezvoltă pornind de la interdicția incestului.” Dolto dezvoltă astfel această afirmație: „Este interdicția incestului cea care valorizează sexualitatea. Această interdicție apare atunci când copilul dorește incestul, adică de la vârsta de aproximativ trei ani până la 13 ani. Când totul decurge bine, sexualitatea se redirecționează și nu se mai fixează pe tată sau pe mamă.” „Faptul că un copil trebuie să își mulțumească părinții este deja o formă de incest.”
Întrebată ce răspuns ar trebui dat concret unui copil care spune că este bătut, Françoise Dolto afirmă că trebuie să i se adreseze întrebarea: „Nu cauți tu asta? Nu vrei tu să faci scandal cu părinții tăi?” Acest lucru îl determină pe Le Canard enchaîné să o acuze că aplică copiilor aceeași acuzație pe care, în mod clasic, o primesc femeile bătute: „și-au căutat-o cu lumânarea.” Săptămânalul satiric citează din nou interviul acordat revistei Choisir la cause des femmes, în care Dolto afirmă: „Ar trebui explicat copilului că, foarte des, el este cel care se aranjează pentru a fi bătut. Este felul lui de a capta atenția părinților.”
Întrebată ulterior despre aceste afirmații, Catherine Dolto declară că este vorba despre „citate scoase din context, în care Françoise Dolto vorbea despre inconștient și nu din registrul conștient. „A uita contextul societal, adică dezvoltarea ideii de drepturi ale femeilor și copiilor la acea vreme, echivalează cu a-i reproșa lui Hipocrate că nu a făcut tomografii pacienților săi în Antichitate.” Aceste interviuri au fost realizate de persoane „care nu cunosc funcționarea inconștientului, iar mai mult decât atât, unele curente de psihanaliză au rămas blocate în teoria sexuală a lui Freud (1856–1939), deși acesta nu a primit niciodată un copil în analiză”. „El nu a spus niciodată nimic despre asta. Este o extrapolare absurdă a lucrărilor sale, comisă de curentele lacaniene și altele asemenea.” „Psihanaliza engleză, în urma Annei Freud, Melaniei Klein sau a lui Donald Winnicott, în ceea ce privește copiii, nu face această confuzie.” 
Potrivit Claude Halmos, afirmațiile psihanalistei se bazează pe „o argumentare aberantă”, care trădează o dificultate de a lua în considerare realitatea abuzurilor sexuale asupra copiilor și a femeilor bătute, prin negarea gravității acestora și a suferinței victimelor. Ea consideră însă necinstit din punct de vedere intelectual să i se reproșeze lui Françoise Dolto că ar fi promovat pedofilia. Discursul „șocant” din acel interviu se explică, parțial, printr-un neînțeles cauzat de o comunicare defectuoasă, care întreține confuzia dintre conștientul și inconștientul copilului, dar și printr-o negare a abuzurilor sexuale asupra minorilor, specifică, în opinia ei, modului de gândire al unor „psihologi” ai epocii (pe care Halmos îi distinge de adevărații psihanalisti), în rândul cărora recunoașterea realității acestor abuzuri „era un adevărat parcurs al luptătorului”. Totodată, faptul că Dolto și-a dedicat activitatea scoaterii copilului din statutul de „sub-ființă”, ar fi determinat-o să supraestimeze capacitatea copilului de a se opune unui adult într-o situație de abuz, presupunând că „este copilul cel care găsește soluția”, și să subestimeze vulnerabilitatea acestuia, precum și consecințele influenței exercitate de o figură de autoritate. În fine, văzând adultul care comite incestul sau violul ca fiind el însuși o persoană suferindă, Françoise Dolto ar demonstra, prin acel interviu, o dificultate de a concepe pervertirea, precum și existența unor indivizi agresori care, dimpotrivă, se bucură de situația lor.
Élisabeth Roudinesco, într-un interviu acordat publicației Libération, afirmă că este vorba despre „propoziții absurde” ale „Dolto din perioada celebrității”, care „răspundea orice, oricui”, confundând conștientul cu inconștientul, cazul particular cu cel general. Totuși, ea subliniază că aceste afirmații reprezintă o parte infimă din ansamblul muncii sale și că ele eclipsează contribuția esențială a lui Françoise Dolto în domeniul copilăriei în Franța. Dolto însăși nu dorea ca respectivele interviuri să fie publicate, considerând că „i se puneau în gură prostii”. Roudinesco adaugă că afirmațiile sale sunt manipulate în mod ostil în mass-media. După părerea ei, este necesară o lectură critică a operei, „dincolo de orice reducționism, fie el pozitiv sau negativ.” Pe acest punct, și jurnalista Cécile Daumas, într-un articol apărut tot în Libération, ajunge la aceeași concluzie: „o istorie critică rămâne de scris.”

### Despre telepatie
Dolto a susținut, pe baza experienței sale, că copiii sunt telepati, în special în cazul duo-ului mamă-copil.
În volumul său Lorsque l’enfant paraît, tomul 3, publicat la Editura Seuil în 1979, Françoise Dolto susține teoria conform căreia unii copii ar fi telepați și clarvăzători, dând exemplul unei fetițe întâlnite într-un tren care a intuit un adulter. Șase ani mai târziu, în cartea sa La cause des enfants, apărută la Robert Laffont în 1985, ea afirmă că acești copii telepați sunt copiii autiști, folosind exact același exemplu al fetiței din tren.
Potrivit lui Jean-François de Sauverzac, în opera lui Dolto, În Itinerariu de psihanaliză, ea consideră copiii autiști ca fiind înzestrați cu o capacitate de telepatie pe care adulții au pierdut-o  .
Cercetătoarea în psihopatologie fundamentală, Leda Fischer Bernardino, în articolul său despre clinica relațiilor dintre sugari și părinți prin prisma studiilor asupra telepatiei, îl citează pe Dolto, care s-a pronunțat asupra întrebării de ce, deși sugarul se află într-o stare primitivă în raport cu limbajul, este totuși sensibil la ceea ce se întâmplă părinților și receptiv la cuvintele analistului. Se întreabă dacă acest fenomen este un efect direct asupra sugarului sau o consecință a situației părinților. La fel cum Freud s-a interesat de telepatie, nu ca fenomen supranatural, ci ca schimburi inconștiente, acestă perspectivă evidențiază că mama și copilul împărtășesc procese mentale datorită proximității legăturii lor. Dezvoltarea psihică a sugarului se realizează pornind de la mamă, iar fiind la pragul limbajului, el dezvoltă o receptivitate particulară față de inconștientul acesteia, inconștient care este discursul Celuilalt, așa cum a evidențiat Lacan.

### Despre autism
Potrivit psihanalistei Laurence Darcourt, Françoise Dolto „folosește expresia «a cădea în autism» deoarece «este vorba despre o cădere într-o imagine corporală a trecutului»”; Dolto atribuie, de asemenea, cauza autismului unei „rupturi traumatice și foarte precoce a legăturii simbolice dintre mamă și copil”, în 100% din cazuri.
Pleux, Bishop și Swendsen, precum și cercetătorul postdoctoral Richard Bates (în media Slate în 2018, apoi în articole științifice publicate în 2020 și 2022) consideră că Françoise Dolto este responsabilă pentru perpetuarea unor concepții greșite legate de autism, pe care ea îl nega ca având o cauză biologică. Dolto a preluat ipoteza „mamei frigider”, descrisă de Léo Kanner în 1943 și cu Eisenberg în 1955 („Childhood schizophrenia Early infantile autism”, p. 356), care făcea responsabilă mama și mediul familial pentru dezvoltarea autismului la copil. Richard Bates notează că această ipoteză a avut un ecou larg în presa franceză, dar și că „Françoise Dolto a publicat peste patruzeci de lucrări, prin care a promovat gândirea psihanalitică unui public larg, vizând în special mamele. Cea mai cunoscută lucrare a sa, Le cas Dominique, arăta cum «psihoza infantilă» putea deriva din mediul familial..” Opiniile psihanalitice lacaniene ale lui Françoise Dolto au contribuit la vinovățirea multor mame franceze ale copiilor autiști. Din acest punct de vedere, Pleux constată, de asemenea, că numeroase centre de primire pentru copii autiști, de orientare lacaniană, continuau și în 2008 să acorde credit ideilor lui Dolto despre autism.
Mai mulți psihanalisti s-au exprimat în apărarea lui Françoise Dolto, printre care Jean-Pierre Winter, care afirmă: „S-a crezut că Dolto îi făcea pe părinți vinovați, în timp ce ea le spunea «nu este vina voastră, ci un efect al faptelor voastre».” De asemenea, psihanalistul jungian Willy Baral susține în presă că Françoise Dolto „a umanizat relațiile cu copiii autiști.” Pentru psihanalistul francez Bernard Golse, reprezentant al școlii engleze, care se exprimă tot în presă, deși „nimeni nu mai spune astăzi că «autismul este o boală psihică pură». Pluralitatea factorilor implicați face ca mesajul psihopedagogului să fie mai puțin răsunător. Totuși, pe măsură ce tinerii părinți devin din ce în ce mai preocupați de educație, [...] cuvântul lui Françoise Dolto rămâne o referință.”
În editorialul intitulat „Dolto, revino!” dintr-un dosar al revistei La revue lacanienne dedicat în 2013 „Autismului”, psihanalistul Charles Melman începe prin a constata: „Abordarea lacano-doltoiană a autismului infantil nu are priză.” Urmărind ședințe cu bebeluși „cu potențial autist” afectați de bronșiolită recurentă și fiind sensibil la faptul că intervenția terapeutului (Marie-Christine Laznik, psihanalist lacanian) „efectuată în prezența mamei sau a părinților și eventual filmată cu acordul lor pentru a analiza și urmări progresul, necesită un tact special pentru a încerca să-i împace cu copilul lor”, Melman evocă cum „exhumarea dificultăților reprimate sau ascunse [a putut provoca] revolta unor familii organizate ulterior pe Internet în loje de presiune” și lobbyști la guvern. El adaugă: „Singura critică ce li se poate aduce acestor loje este o pasiune persecutorie și revansardă, nepotrivită, față de o metodă pe care au găsit-o insuportabilă, dar ale cărei rezultate vor putea, atunci când vor fi pregătiți, să le verifice pe film.”
Rămâne faptul că viziunea psihanalitică lacaniană asupra autismului, în general și în special în cazul Françoise Dolto, este o eroare gravă și justificat criticată, însă, în contrapartidă, psihanalistii școlii engleze dezvoltă alte concepții încă din anii 1930.

## Omagii

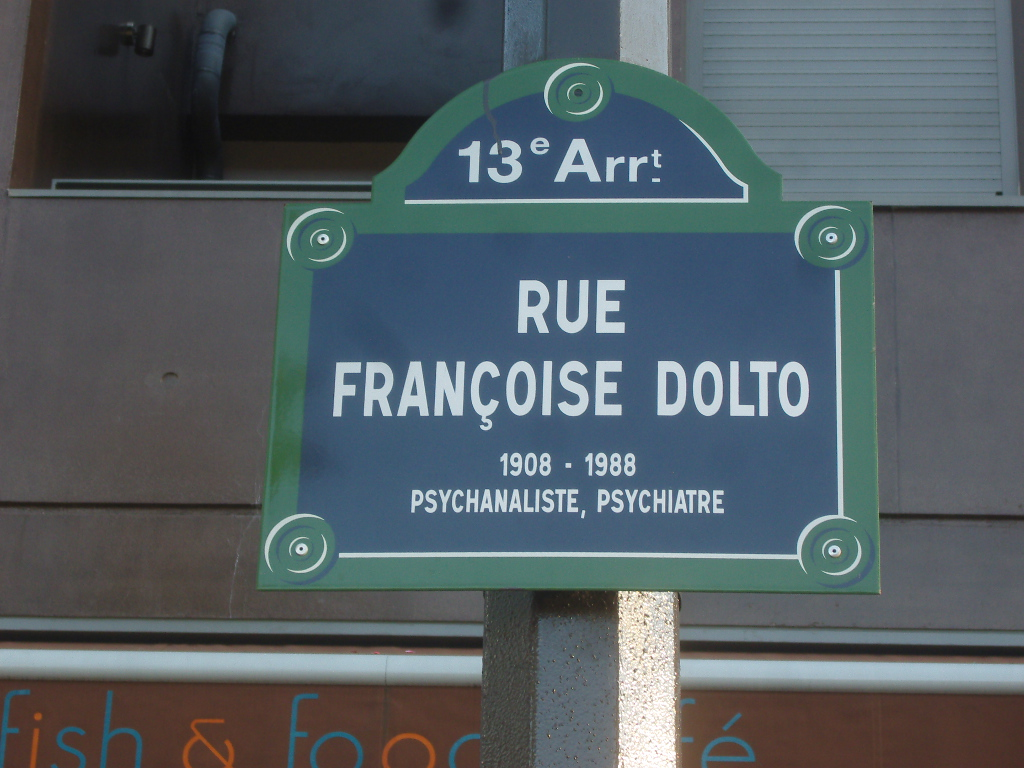
Placa străzii Françoise-Dolto, Paris

O sală de clasă din noul pavilion Théodule Ribot al Facultății de Psihologie a Universității din Strasbourg este numită în onoarea sa încă din 2009.
În Franța, în anul 2015, 167 de instituții școlare purtau numele său, precum colegiile Françoise-Dolto din Nogent (Haute-Marne), L’Aigle (Orne), Sierentz (Haut-Rhin), Pacé (Ille-et-Vilaine) și cel puțin o grădiniță în Courbevoie.
Străzile din mai multe orașe, inclusiv Belfort, Hem, Poitiers, La Rochelle, Paris și Château-Landon, îi poartă numele.

## Lucrări

### Lucrări selectate
- Les Voix de l'enfance, œuvres choisies. Quarto (în franceză) (ed. Gallimard). Paris Cedex 07/61-Lonrai. 2023. p. 1768. ISBN 978-2-07-293412-4.. [101].

### Emisiuni radio
- Când apare copilul, antologie a programului de la France Inter în trei volume, de Frémeaux & Associés .

## Anexe